# Łupież pstry
Łupież pstry (łac. pityriasis versicolor) – powierzchowne zakażenie naskórka, objawiające się żółtobrunatnymi plamami zlokalizowanymi głównie na klatce piersiowej, wywołane przez grzyby drożdżopodobne z rodzaju Malassezia (dawniej znane jako Pityrosporum ovale, Pityrosporum furfur, Pityrosporum orbiculare, Malassezia furfur). Pojawia się zwykle po okresie dojrzewania płciowego. Bardzo rzadko występuje u dzieci.

## Objawy
- różowe lub żółtobrunatne plamy o typowej wielkości 3–4 mm, nieregularnego kształtu, dobrze odgraniczone, o tendencji do obwodowego szerzenia się i zlewania ze sobą, tak że zajmują duże powierzchnie skóry;
- powierzchnia zmian ma skłonność do drobnego, otrębiastego złuszczania się;
- świąd występuje sporadycznie;
- plamy uwidaczniają się po posmarowaniu nalewką jodową, w lampie Wooda wykazują żółtawą lub ceglastą fluorescencję;
- zmiany mają tendencję do nawrotów;
- pod wpływem promieni słonecznych miejsca zmienione nie ulegają opaleniu, jest to związane z produkcją przez patogen inhibitora melanogenezy, kwasu azelainowego; stąd nazwa „pstry” odnosząca się do białych ognisk w obrębie niezmienionej, opalonej skóry.

## Lokalizacja
Najczęstsza lokalizacja to klatka piersiowa, tułów, szyja i owłosiona skóra głowy.

## Różnicowanie
- Bielactwo nabyte (vitiligo)
- Bielactwo kiłowe (leucoderma syphiliticum)
- Wyprysk łojotokowy (eczema seborrhoicum)
- Łupież różowy Giberta

## Leczenie
- miejscowe stosowanie leków przeciwgrzybiczych: maści zawierających klotrimazol i ketokonazol oraz mikonazol, szamponów z ketokonazolem;
- w razie oporności na leczenie: ogólne stosowanie ketokonazolu (10 dni), flukonazolu lub itrakonazolu (7 dni);
- mydła i szampony zawierające kwas salicylowy celem zapobiegania nawrotom.